# Canton de Verdun-Centre
Le canton de Verdun-Centre est une ancienne division administrative française, qui était située dans le département de la Meuse et la région Lorraine.
Le canton est créé en 1982 à partir d'une partie du canton de Verdun-Ouest. À la suite du redécoupage cantonal de 2014, le canton est supprimé.

## Géographie
Ce canton est organisé autour du chef-lieu Verdun et fait partie intégralement de l'arrondissement de Verdun. Son altitude varie de 185 m (Dugny-sur-Meuse) à 330 m (Verdun) pour une altitude moyenne de 255 m. Sa superficie est de 24,1 km2 sans compter la fraction de Verdun (la commune fait 31,03 km2 dans sa globalité).

## Histoire
Par décret du 26 janvier 1982, les communes de Belleray et Dugny-sur-Meuse, du canton de Verdun-Ouest, forment avec une fraction de Verdun le nouveau canton de Verdun-Centre.
À la suite du redécoupage cantonal de 2014, le canton est supprimé. Les communes se retrouvent dispersés dans les nouveaux cantons de Verdun-1 et Verdun-2.

## Composition
Le canton de Verdun-Centre se compose d’une fraction de la commune de Verdun et de deux autres communes. Il compte 5 805 habitants (population municipale) au 1er janvier 2012.
| Nom                | Code Insee | Intercommunalité              | Population (dernière pop. légale)              |
| ------------------ | ---------- | ----------------------------- | ---------------------------------------------- |
| Verdun (chef-lieu) | 55545      | CA du Grand Verdun            | Fraction : 4 052(2012) Commune : 18 393 (2014) |
| Belleray           | 55042      | CA du Grand Verdun            | 475 (2014)                                     |
| Dugny-sur-Meuse    | 55166      | CC Val de Meuse - Voie Sacrée | 1 273 (2014)                                   |

## Représentation
| Période | Période      | Identité            | Étiquette    | Qualité                                                                                                |
| ------- | ------------ | ------------------- | ------------ | --- |
| 1982    | 1999 (décès) | Pierre Méchin       | PS puis MDC  | Dessinateur industriel à Verdun, ancien conseiller général du canton de Verdun-Ouest                   |
| 1999    | 2001         | Lucette Lamousse    | MDC          | Enseignante Conseillère municipale de Verdun                                                           |
| 2001    | 2015         | Claudine Becq-Vinci | RPR puis UMP | Médecin gynécologue Ancienne Adjointe au maire de Verdun Conseillère régionale de Lorraine (2010-2015) |

## Démographie
| 1982 | 1990  | 1999  | 2006  | 2011  | 2012  |
| ---- | ----- | ----- | ----- | ----- | ----- |
| -    | 6 600 | 6 285 | 5 978 | 5 717 | 5 805 |